# František Pecháček
František Pecháček (Záhornice, Checoslovaquia, 15 de febrero de 1896-Campo de concentración de Mauthausen-Gusen, 3 de febrero de 1944) fue un gimnasta artístico checoslovaco, campeón mundial en 1922 en la general individual.

## Carrera deportiva
En el Mundial celebrado en Liubliana en 1922 consiguió la medalla de oro en la competición general individual, empatado a puntos con el yugoslavo Peter Šumi, y por delante de otro yugoslavo Stane Derganc (bronce).